# Ludwig Roth von Schreckenstein
Ludwig Johann Karl Gregor Eusebius baron Roth von Schreckenstein (né le 16 novembre 1789 à Immendingen et mort le 30 mai 1858 à Münster) est un général de cavalerie  et ministre de la guerre prussien.

## Biographie

### Origine
Ludwig est issu de l'ancienne famille de chevaliers souabe Roth von Schreckenstein (de), qui a son siège ancestral à Immendingen. Il est le fils de Friedrich baron Roth von Schreckenstein (1753-1808) et de son épouse Kunigunde, née von Riedheim (de) (1767-1828).

### Carrière militaire
En 1806, Schreckenstein devient page à la cour du roi saxon Frédéric-Auguste. Le 16 avril 1809, il obtient son brevet d'officier, rejoint le régiment de cuirassiers saxons «von Zastrow (de)» comme sous-lieutenant et participe à la campagne de Napoléon avec la Grande Armée en Russie en 1812. Là, il fait partie de l'état-major du général von Thilemann, où il obtient de grands mérites dans la victoire dans la bataille de la Moskova en septembre 1812.
Le 15 mai 1815, Schreckenstein entre au service prussien comme Rittmeister et adjudant de Thielemann. Avec le 3e corps d'armée, il participe aux batailles de Ligny et de Wavre en 1815 pendant la campagne de Belgique. Promu major en 1816, il est nommé officier d'état-major du 8e régiment de hussards (de) à Düsseldorf en 1824.
Même en temps de paix, il réussit toujours à obtenir la faveur de ses supérieurs et la «grâce suprême» pour la «promotion préférentielle». Schreckenstein est passé au grade de colonel en 1834 et en 1837 il est commandant du 13e brigade de cavalerie à Münster. En 1841, Schreckenstein est promu major général. Pendant la révolution de Mars 1848, il est d'abord commandant de la 5e division d'infanterie à partir du 15 mars, puis commandant de la 15e division d'infanterie à Cologne du 13 avril au 22 juin. Afin de mettre un terme aux luttes révolutionnaires à Trèves, il impose l'état de siège à la ville et dissout la milice citoyenne. Le 10 mai 1848, il est promu lieutenant général et, le 25 juin, il succède à August von Kanitz comme ministre de la Guerre. Après un affrontement entre les citoyens et les militaires à Schweidnitz le 31 juillet 1848, Schreckenstein - sous la pression du Parlement de Francfort - présente sa démission en septembre. Avec lui, tout le ministère de la Guerre est parti.
Le 19 avril 1849, Schreckenstein réintègre le service des troupes et prend le commandement du corps de la Garde pendant la première guerre de Schleswig. En septembre de la même année, il reçoit le commandement des troupes prussiennes stationnées en Bade, Hohenzollern et à Francfort. Le 2 juin 1853, Schreckenstein est nommé général de cavalerie et commandant général du 7e corps d'armée. En 1857, il est l'un des premiers à recevoir l'Ordre de la Maison Royale de Hohenzollern .
En 1858, il accompagne le prince de Prusse Frédéric-Guillaume de Prusse, plus tard l'empereur allemand Frédéric III, à son mariage le 25 janvier avec la princesse Victoria du Royaume-Uni à Londres.
Il est mort dans le château de Münster, son monument funéraire avec la figure allongée se trouve dans le cimetière abandonné de la Wilhelmstrasse.

### Famille
Il se marie à Düsseldorf le 4 octobre 1828 avec Luise comtesse von Hatzfeld (1800-1835), fille du prince Franz Ludwig von Hatzfeld, seigneur de Trachenberg (1756-1827), ambassadeur de Prusse à Vienne, et sa femme Friederike Karoline, comtesse née von der Schulenburg-Kehnert (1779-1832). Le couple a plusieurs enfants:
- Konrad Eusebius (1829-1905) marié avec Cäcilie von Arnim, fille du général Gustav von Arnim
- Maximilien (1831-1875)

## Travaux
Au cours des années 1850, Roth von Schreckenstein écrit quelques ouvrages sur la théorie militaire:
- Gedanken über die Organisation und den Gebrauch der Cavallerie im Felde. Berlin 1849.
- Die Cavallerie in der Schlacht an der Moskwa. Münster 1855.
- Vorlesung über den Sicherheitsdienst im Felde nebst Betrachtung über Taktik und Strategie. Münster 1858.